# Herkunftslandprinzip
Mit Herkunftsland- beziehungsweise Ursprungslandprinzip bezeichnet man mehrere Prinzipien, die die Rechtsstellung von Waren- und Dienstleistungsanbietern in einem gemeinsamen Markt wie etwa der Europäischen Union im grenzüberschreitenden Verkehr regeln.

Dabei finden die Regeln des Herkunftslandes Anwendung.

## Besteuerung
Unter Ursprungslandprinzip im Sinne des deutschen Umsatzsteuergesetzes versteht man die Besteuerung einer Lieferung oder Leistung mit dem Steuersatz des Ursprungs- oder Herkunftslandes. Das bedeutet, dass auch der Endverbraucher mit der Umsatzsteuer des Ursprungslandes belastet wird.
Dieses Verfahren wird angewendet bei Warenbewegungen im privaten Reiseverkehr (ausgenommen Neufahrzeuge), beim innergemeinschaftlichen Erwerb unterhalb der Erwerbsschwelle (in Deutschland: 12.500 Euro) und bei Versendungslieferungen unterhalb der Lieferschwelle des Empfängerlandes (ausgenommen Neufahrzeuge und verbrauchsteuerpflichtige Waren: Lieferschwellen der einzelnen EU-Länder zwischen 27.889 und 100.000 Euro (März 2003)).
In der Europäischen Union konnte das Herkunftslandprinzip bis heute formal nicht verwirklicht werden. Das Bestimmungslandprinzip wurde weitgehend beibehalten. Tatsächlich gilt mangels der im Vertrag von Maastricht angestrebten Harmonisierung auf hohem Niveau Richterrecht. Dieses führt, falls denn geklagt wird, zwangsläufig zur Durchsetzung des Herkunftslandprinzips. Zudem befördert die Europäische Kommission das Herkunftslandprinzip durch mannigfache Richtlinien. Dies hat zur Folge, dass in jedem EU-Land 27 Rechtsordnungen bestehen, von denen nur eine vom nationalen Parlament bestimmt werden kann.

## Europäischer Binnenmarkt
In Zusammenhang mit dem Binnenmarkt der Europäischen Union besagt das Herkunftslandprinzip, dass eine Ware oder eine Dienstleistung, die nach den Rechtsvorschriften eines Mitgliedstaates ordnungsgemäß hergestellt und auf den Markt gebracht worden ist, vorbehaltlich bestimmter Ausnahmen grundsätzlich von diesem Mitgliedstaat aus innerhalb der gesamten Union auf den Markt gebracht werden darf. Das Herkunftslandprinzip wurde vom Europäischen Gerichtshof (EuGH) insbesondere seit dem Cassis-de-Dijon-Urteil 1979 immer wieder zur Öffnung des europäischen Marktes genutzt. So urteilte er beispielsweise 1987, dass in Deutschland Bier auch dann verkauft werden darf, wenn es nicht dem deutschen Reinheitsgebot entspricht, wohl aber den Regelungen des Landes, in dem es hergestellt wurde.
Da das Herkunftslandprinzip die Gefahr der Inländerdiskriminierung mit sich trägt – im Ausland hergestellte Waren müssen bestimmten Rechtsvorschriften nicht genügen, die im Inland hergestellte jedoch erfüllen müssen –, beschlossen die europäischen Regierungen 1986 mit dem bis 1992 laufenden „Binnenmarkt-Projekt“ zahlreiche Produktnormen in der ganzen Europäischen Union anzugleichen. Dadurch sind die Rechtsvorschriften, denen hergestellte Waren genügen müssen, meist in der ganzen EU einheitlich.

## Dienstleistungen
Im Zuge der geplanten Dienstleistungsrichtlinie sollte dieses Prinzip in der Europäischen Union ursprünglich auch bei Dienstleistungen gelten. Im Dienstleistungsbereich wäre das anbietende Unternehmen dann nur den gesetzlichen Regelungen seines Heimatlandes unterworfen.
Dies hätte zur Folge gehabt, dass ein Dienstleistungsanbieter, der die Zulassung in einem EU-Staat besitzt, in allen Staaten tätig werden kann. Nach zahlreichen Protesten seitens globalisierungskritischer nichtstaatlicher Organisationen wie attac, Gewerkschaften etc. wurde das Herkunftslandprinzip im Februar 2006 durch das Europäische Parlament zugunsten des Ziellandprinzips entschärft.